# Angelo Antonio Scotti
Angelo Antonio Scotti (Procida, 8 febbraio 1786 – Napoli, 6 maggio 1845) è stato un paleografo, bibliotecario e arcivescovo cattolico italiano, nominato da papa Gregorio XVI.

## Biografia
Nel seminario dell'Arcidiocesi di Napoli, dove fu fin da giovanissimo, venne avviato allo studio della teologia con Bartolomeo Malizia, della matematica con Nicola Fergola e delle lingue orientali con Gaetano d'Ancora. Dopo esser stato ordinato sacerdote, si mise in luce con lavori sulle antichità greche e romane. Declinata la nomina, voluta da Papa Pio VII, a prefetto della Biblioteca Apostolica Vaticana, dal 1815 fu professore di paleografia, materia che insegnò sia nell'Università di Napoli sia, da primo, una volta istituita, presso il Grande Archivio di Napoli, fino al 1825.
Dal 1816 fu precettore della famiglia reale borbonica e, in particolare, del futuro sovrano Ferdinando II. Divenne poi prefetto della Real Biblioteca Borbonica, primo interprete dei papiri di Ercolano e socio dell'Accademia Ercolanese: della reale officina dei papiri fu sovrintendente alla morte di Carlo Rosini. Nel 1829 fu decorato del Reale Ordine di Francesco I, mentre dal 1832 fu nominato, da Gregorio XVI, prima prelato domestico, poi legato apostolico e, ancora, commissario interino della Bolla della Crociata. Dal 1843 (o dal gennaio 1844), e sino alla morte, è stato arcivescovo titolare di Tessalonica.
Il suo primo lavoro degno di rilievo rimontava al 1809, con la stesura del secondo tomo degli Herculanensium voluminus, che contiene fra l'altro il papiro greco con il De Natura di Epicuro, il quale, pur illustrato dal citato Rosini, fu abilmente interpretato proprio dallo Scotti. Della serie dei volumi di Ercolano ha curato anche la stesura del quarto tomo, uscito nel 1832, contenente i trattati De injusto contempto di Polistrato e De rhetorica di Filodemo.
In relazione alla diplomatica, a mons. Scotti si deve la stesura del primo volume del Syllabus, in cui sono raggruppate le pergamene sciolte conservate nell'Archivio di Stato di Napoli relative al periodo angioino dal 1266 al 1285. Mentre, di tutt'altro genere, è l'opera Il catechismo medico, pubblicata nel 1821 (tradotta peraltro, nel 1824, in tedesco col titolo Die Religion und Arzneikunde in ihren wechselseitigen beziehungen), e poi ristampata con modifiche sia nel 1836 sia, postuma, nel 1850, con la quale intervenne nell'alveo di quei progressi della medicina che interessavano la religione, al fine di difendere i medici dal dilagare, nelle università europee, del materialismo della pratica, a scapito dell'osservazione diretta e della sperimentazione.
Scrisse anche diverse orazioni e numerosi elogi funebri, fra i quali quelli dell'erudito gesuita Juan Andrés (1817), del presidente del Consiglio dei ministri del regno delle Due Sicilie Emanuele Parisi (1818), del medico Domenico Cotugno (1823) e del sovrano Francesco I (1830). È anche suo il testo della lapide in memoria di Luigi Vanvitelli nella Chiesa di San Francesco di Paola a Caserta.

## Opere principali
- Angelo Antonio Scotti, Illustrazione di un vaso italo-greco del museo del mons. Arcivescovo di Taranto, Napoli, Stamp. Reale, 1811. URL consultato il 16 giugno 2019.
- Angelo Antonio Scotti, Dissertazione sopra un antico mezzo busto falsamente attribuito ad Annibale Cartaginese, Napoli, Tip. Trani, 1813. URL consultato il 16 giugno 2019.
- Angelo Antonio Scotti, Gargilii Martialis de re hortensi ἀποσπάσματα ex R. Bibliothecae neapolitanae palimpsestis edita in lucem, et notulis illustrata, in Memorie della Regale accademia ercolanese di archeologia, vol. I, Napoli, Stamp. Reale, 1822,  pp. 141-185. URL consultato il 16 giugno 2019.
- Angelo Antonio Scotti, Memoria sopra un greco diploma esistente nel Grande Archivio di Napoli, vol. I, Napoli, Stamp. Reale, 1822,  pp. 279-308. URL consultato il 16 giugno 2019.
- Angelo Antonio Scotti, Sillabus membranarum, vol. I, Napoli, Stamperia Reale, 1824. URL consultato il 16 giugno 2019.
- Angelo Antonio Scotti, Catechismo medico, ossia sviluppo delle dottrine che conciliano la religione colla medicina, II, Roma, Pia Tipografia Unione, 1836. URL consultato il 16 giugno 2019.
- Angelo Antonio Scotti, Teoremi di politica cristiana, Mendrisio, Tip. Minerva Ticinese, 1839. URL consultato il 16 giugno 2019.

## Genealogia episcopale
La genealogia episcopale è:
- Cardinale Scipione Rebiba
- Cardinale Giulio Antonio Santori
- Cardinale Girolamo Bernerio, O.P.
- Arcivescovo Galeazzo Sanvitale
- Cardinale Ludovico Ludovisi
- Cardinale Luigi Caetani
- Cardinale Ulderico Carpegna
- Cardinale Paluzzo Paluzzi Altieri degli Albertoni
- Papa Benedetto XIII
- Papa Benedetto XIV
- Papa Clemente XIII
- Cardinale Enrico Benedetto Stuart
- Papa Leone XII
- Cardinale Chiarissimo Falconieri Mellini
- Cardinale Camillo Di Pietro
- Arcivescovo Angelo Antonio Scotti